# 7640 Marzari
7640 Marzari este un asteroid din centura principală de asteroizi.

## Descriere
7640 Marzari este un asteroid din centura principală de asteroizi. A fost descoperit pe 14 august 1985 la Stația Anderson Mesa de Edward L. G. Bowell. El prezintă o orbită caracterizată de o semiaxă mare de 2,19 ua, o excentricitate de 0,18 și o înclinație de 5,2° în raport cu ecliptica.